# Кузнецы (Марий Эл)
Кузнецы (мар. Кузнеч) — деревня в Новоторъяльском районе Республики Марий Эл. Входит в состав Чуксолинского сельского поселения.

## География
Находится в северо-восточной части республики Марий Эл на расстоянии приблизительно 10 км по прямой на юго-восток от районного центра посёлка Новый Торъял.

## История
Известна с 1766 года, когда селение входило в Токтайбелякскую волость Яранского уезда Вятской губернии и насчитывало 14 домов. В 1884 году деревня Кузнецы входила в состав Кораксолинской волости. Насчитывалось 44 двора, 260 жителей, все крещёные черемисы. На 1925 год в деревне проживали 246 человек, в 1970 году 306 жителей. В 1977 году открыли магазин и колхозную столовую на 250 мест, в 1987 году — клуб на 200 мест. В 2002 году в деревне насчитывалось 120 дворов. В советское время работал колхоз «У вий».

## Население
Население составляло 381 человек (мари 74 %) в 2002 году, 327 в 2010.